# 平成24年台風第15号
平成24年台風第15号（へいせい24ねんたいふうだい15ごう、アジア名 : Bolaven）は、2012年8月20日に発生した台風。

## 概要

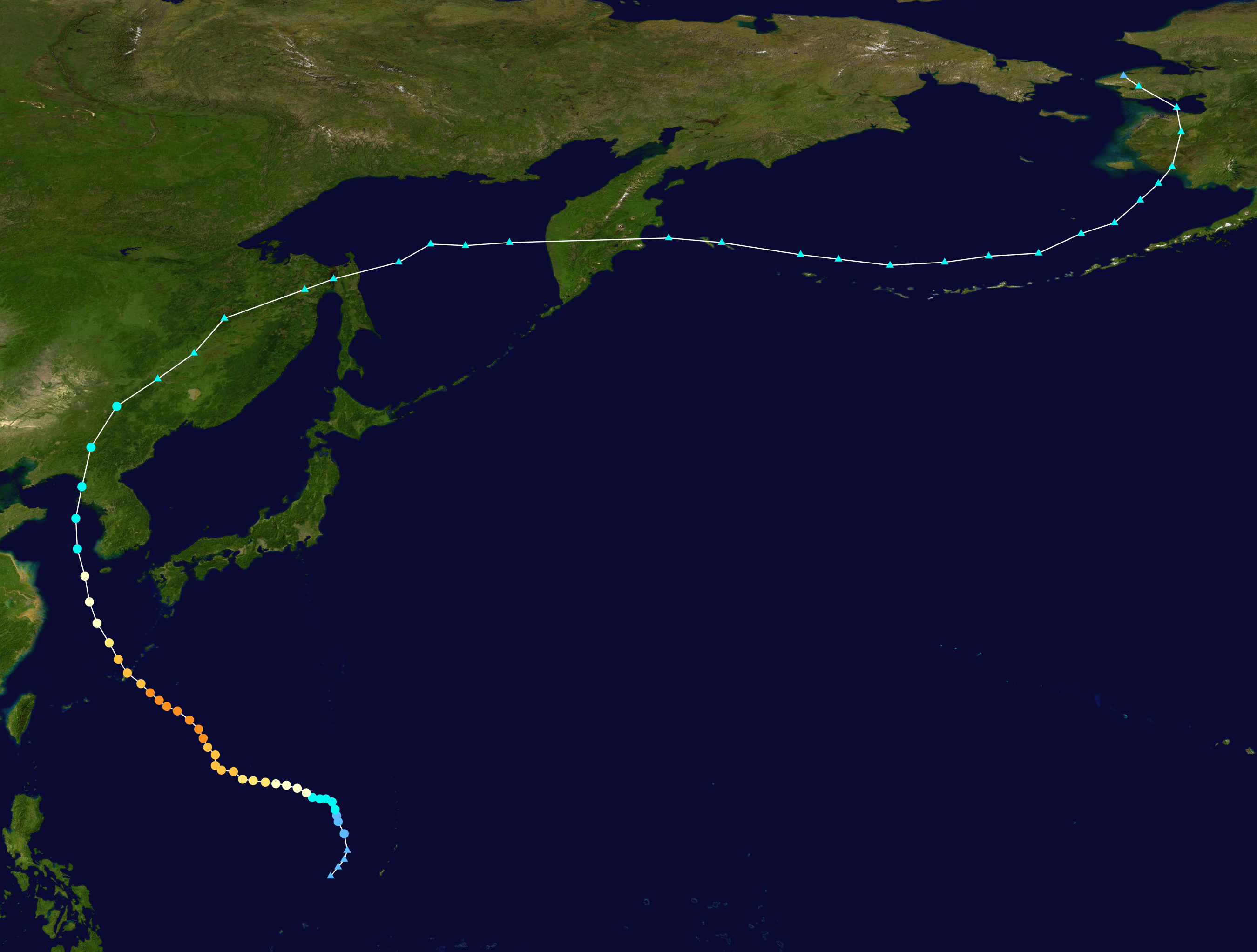
進路図

8月17日にグアム島の西方海域で形成が始まり、19日に熱帯低気圧へと成長。同日、合同台風警報センターは熱帯低気圧発生注意情報を発令した。熱帯低気圧は20日15時にマリアナ諸島の北緯17度25分・東経141度25分において台風となり、アジア名「ボラヴェン（Bolaven）」と命名された。命名国はラオスで、ボーラウェン高原に由来する。台風は西北に進路を取りながらさらに成長し、大型で非常に強い台風となった。25日、沖縄気象台は「近年にない記録的な風雨が予想される」として台風の接近に伴うものとしては初めてとなる会見を行ない、最大級の警戒を呼びかけた。台風15号は26日に沖縄本島に接近し、中心気圧910ヘクトパスカル・最大瞬間風速70メートルを観測。同日21時頃に沖縄本島を通過したのち、27日には勢力を若干弱めながら黄海を北上して朝鮮半島に接近し、28日夕方に北朝鮮に上陸し、温帯低気圧に変わった。朝鮮半島に上陸した地点での気圧が961.9hPaで、朝鮮半島に上陸した台風の中では7番目の勢力である。温帯低気圧はその後29日に、中国東北部で消滅した。

## 影響

### 日本
鹿児島県で死者1名。沖縄県で6名、鹿児島県で1名の負傷者があった。
那覇空港を発着する旅客機は台風の接近に伴い25日から欠航が相次ぎ、26日は全便欠航となった。沖縄県内では源河川や西平川が氾濫するなどして各地で冠水。強風による建物や街路樹の倒壊被害が続出した。鹿児島県奄美地方では台風の接近によって強風による建物の全半壊などの被害が確認されたほか、27日には鹿児島空港と奄美地方を結ぶ旅客便が全便欠航した。27日早朝には宇検村の村営体育館の屋根の半分が吹き飛ばされる被害も出ている。また、長崎県五島市では、長さ26メートルに渡って護岸が崩壊した。日本テレビの『24時間テレビ』において、屋久島での企画は台風の影響よる荒天の影響で、途中で中止となった。

### 韓国
韓国国内では15人が死亡したほか、韓国・済州島の沖合いで操業していた中国漁船2隻が転覆、9人の死者・6人の行方不明者が出ている。韓国のほぼ全域で警報が発令され、旅客機やフェリーが欠航となったほか、170万件以上が停電した。
また、8月20日から実施されていた米韓合同軍事演習「乙支フリーダムガーディアン」が、台風の影響で一時中断を余儀なくされた。

### 北朝鮮
この台風によって北朝鮮では洪水などで100人以上が死亡したと見られる。